# LIVE TOUR V6 groove
『LIVE TOUR V6 groove』（ライブ ツアー ブイシックス グルーブ）は、2021年開催のV6の全国コンサートツアー。「LIVE TOUR 2017 The ONES」以来､4年振りとなる全国ツアーであり、1995年11月1日から活動を続けてきたV6が、グループ活動の最終日となる2021年11月1日まで実施された最後のコンサートツアーである。10月23日、24日に実施されたさいたまスーパーアリーナ公演を12月10日からAmazon Prime Videoにて配信。2021年10月31日、11月1日に実施された幕張メッセ（幕張イベントホール）公演を2022年4月13日にavex traxからDVD、Blu-rayにて発売。

## 概要
2021年9月4日のV6結成記念日（14thアルバム『STEP』発売日）を皮切りに始まった全国ツアー。
初回公演となる9月4日のMCにて、10月26日にベスト・アルバム『Very6 BEST』を発売することが発表された（この時点でタイトルは決まっていなかった）。
最終公演となる11月1日の幕張メッセ公演では、Johnny's net オンラインからの同時配信がされた。
チケット応募は、コロナウイルス感染症対策におけるイベントへの入場制限もあり、ファンクラブ会員限定にて販売され、一般発売は無かった。また、最終日の11月1日のみ同伴者含めV6ファンクラブ会員のみに販売された。応募時点では10月9日の北海道公演については公表されておらず、8月12日ごろの当落発表時に情報が解禁されたが、それに伴った追加応募はなされなかった。
最終公演地は、V6の聖地と言われる国立代々木競技場第一体育館での開催も考えられたが、2020年東京オリンピック開催の関係で、11月1日までには会場がライブに使用する為の体制に整ってないということもあり、幕張メッセでの開催となった。尚、幕張メッセ側より「最後はV6は代々木でやるべき。だからギリギリまでここ（幕張）を取っておきますから、ダメになったらここでやってください」との配慮があった。尚、幕張イベントホール、そして千葉県では、今までのV6の単独コンサートが開催されたことが無く、このコンサートツアーでの開催が最初で最後となった。
本編最後には未発表曲として「目を閉じれば」が披露された。なお、シングル曲「僕らは まだ」は1度もライブで披露されなかった。

## 収録内容

### 本編映像
※Blu-rayではDisc 1にまとめて収録。初回盤A/Bは本作の為に再編集した「Another Edit」、通常盤は配信時と同編集の「Original Edit」として収録。

#### Disc 1
1. 雨
2. TL
3. Heart Beat Groovin'
4. 太陽のあたる場所
5. over
6. UTAO-UTAO
7. Ash to Ash - Coming Century
8. ジンクス - 20th Century
9. HAVE A SUPER GOOD TIME - Coming Century
10. Knock me Real - 20th Century
11. Born to run - Coming Century
12. オレじゃなきゃ、キミじゃなきゃ - 20th Century
13. silver bells - Coming Century
14. Dahlia - 20th Century
15. 分からないだらけ
16. MAGIC CARPET RIDE
17. blue
18. Let Me
19. MUSIC FOR THE PEOPLE
20. BEAT YOUR HEART
21. MADE IN JAPAN
22. TAKE ME HIGHER
23. High Hopes - Coming Century
24. グッドラックベイビー - 20th Century
25. 素敵な夜
26. Best Choice
27. PINEAPPLE
28. 家族
29. Full Circle
30. Sweet Days
31. Single Medley
  1. Believe Your Smile
  2. 愛のMelody
  3. 本気がいっぱい
  4. Darling
  5. グッデイ!!
  6. HONEY BEAT
  7. CHANGE THE WORLD
  8. WAになっておどろう
  9. 愛なんだ
32. 目を閉じれば

#### Disc 2
1. 95 groove

### 特典映像

#### 初回盤A
※Blu-rayではDisc 2にまとめて収録。

##### Disc 2
1. GROOVE 〜LIVE TOUR Document Video:ツアーリハーサル〜11.1までのドキュメント

##### Disc 3
1. 全国MC集

#### 初回盤B
Disc 2
1. V-Land特別映像「WANDERER」
  1. Emergence（inst.）
  2. KEEP GOING
  3. 家族
  4. 鏡
  5. クリア
2. 未公開ライブ映像セレクト集
  1. WINTER CONCERT TOUR「MILLENNIUM GREETING」（横浜アリーナ、2000年1月6日）
    1. BEAT YOUR HEART
    2. Life goes on
    3. 野性の花
    4. MIRACLE STARTER～未来でスノウ・フレークス～
    5. over

  2. V6 SUMMER TOUR 2001 Volume 6（国立代々木競技場 第一体育館、2001年8月28日）
    1. Be Yourself!
    2. TAKE ME HIGHER
    3. 愛のMelody
    4. SHODO - Coming Century
    5. Take it easy - 20th Century
    6. 出せない手紙
    7. 自由であるために
    8. puzzle
    9. MASSIVE BOMB
    10. over

  3. V6 SUMMER LIVE 2006 グッデイ!!（国立代々木競技場 第一体育館）
    1. 上弦の月
    2. グッデイ!!
    3. それぞれの空
    4. Train
    5. Gravity Graffiti
    6. Feel your breeze
    7. Orange

#### 通常盤「メンバーパーソナルエディット」
Disc 2
1. TL
2. Single Medley
  1. Believe Your Smile
  2. 愛のMelody
  3. 本気がいっぱい
  4. Darling
  5. グッデイ!!
  6. HONEY BEAT
  7. CHANGE THE WORLD
  8. WAになっておどろう
  9. 愛なんだ
3. 目を閉じれば

### 特典CD
※初回盤Bのみ
1. 目を閉じれば
作詞・作曲：岩崎愛、編曲：亀田誠治[6]
本ツアーで初披露された楽曲[7]。V6として最後の音楽番組出演となった2021年10月25日放送の『CDTVライブ!ライブ!』（TBS系列）でも披露された[8]。
2. 鏡
作詞・作曲：橋口洋平、編曲：村中慧慈[9]
  - 仮想空間『V-Land』限定配信映像「WANDERER」挿入歌[10]

## 日程
- コンサートツアー『LIVE TOUR V6 groove』について記述 [1] [11]

| 1 | 9月4日   | 17:30 | マリンメッセ福岡                       |
| 1 | 9月5日   | 17:00 | マリンメッセ福岡                       |
| 2 | 9月11日  | 17:30 | 大阪城ホール                           |
| 2 | 9月12日  | 17:00 | 大阪城ホール                           |
| 3 | 9月17日  | 17:30 | 日本ガイシ スポーツプラザ ガイシホール |
| 3 | 9月18日  | 17:00 | 日本ガイシ スポーツプラザ ガイシホール |
| 4 | 9月25日  | 17:00 | サンドーム福井                         |
| 4 | 9月26日  | 15:00 | サンドーム福井                         |
| 5 | 10月2日  | 17:30 | セキスイハイムスーパーアリーナ         |
| 5 | 10月3日  | 17:00 | セキスイハイムスーパーアリーナ         |
| 6 | 10月9日  | 15:00 | 真駒内セキスイハイムアイスアリーナ     |
| 6 | 10月10日 | 16:30 | 真駒内セキスイハイムアイスアリーナ     |
| 7 | 10月23日 | 17:30 | さいたまスーパーアリーナ               |
| 7 | 10月24日 | 17:00 | さいたまスーパーアリーナ               |
| 8 | 10月27日 | 19:00 | 横浜アリーナ                           |
| 8 | 10月28日 | 17:00 | 横浜アリーナ                           |
| 9 | 10月31日 | 17:30 | 幕張イベントホール                     |
| 9 | 11月1日  | 18:00 | 幕張イベントホール                     |